# 小松島市立小松島南中学校
小松島市立小松島南中学校（こまつしましりつこまつしまみなみちゅうがっこう）は、徳島県小松島市立江町にある公立の中学校。

## 沿革
- 2016年（平成28年）4月1日 - 小松島市立立江中学校・小松島市立坂野中学校が統合し、小松島南中学校が開校。
- 2016年（平成28年）4月8日 - 開校式挙行。

## 校歌
2番まで歌詞あり。
- 曲名：『ここにある光』
- 作詞：小松島南中学校生徒・教職員
- 作詞監修：中山由依
- 作曲・編曲：住友紀人

## 部活動
- 運動系部活動
  - 軟式野球
  - サッカー
  - ソフトテニス（男女）
  - バレーボール（男女）
  - バドミントン（男女）
  - 卓球（男女）
  - 剣道（男女）
  - 陸上（男女）
- 文化系部活動
  - 吹奏楽
  - 美術
  - 園芸

## 進学前小学校
- 小松島市立和田島小学校
- 小松島市立立江小学校
- 小松島市立坂野小学校
- 小松島市立櫛渕小学校
- 小松島市立新開小学校
- 小松島市立芝田小学校

## 校区内の主な施設
- 小松島市立体育館
- 小松島市立和田島公民館
- 小松島市立立野公民館
- 小松島市立坂野公民館

## 交通
最寄駅
- JR牟岐線阿波赤石駅

最寄バス停
'高速路線バス'
- ジェイアールバス関東・徳島バス大林バス停（国道55号徳島南バイパス）

'一般路線バス'
- 徳島バス大林バス停（徳島県道120号徳島小松島線）
- 徳島バスあいさい広場バス停

## 通学区域が隣接する学校
- 小松島市立小松島中学校
- 徳島市南部中学校
- 勝浦町立勝浦中学校
- 阿南市立加茂谷中学校
- 阿南市立阿南第一中学校
- 阿南市立羽ノ浦中学校
- 阿南市立那賀川中学校